# Magistralinis kelias A13
La Magistralinis kelias A13 è una strada maestra della Lituania. Collega la città di Klaipėda con le zone costiere settentrionali del suo distretto, per poi terminare al confine lettone verso Butingė. La lunghezza della strada è di 45,15 km.

## Descrizione

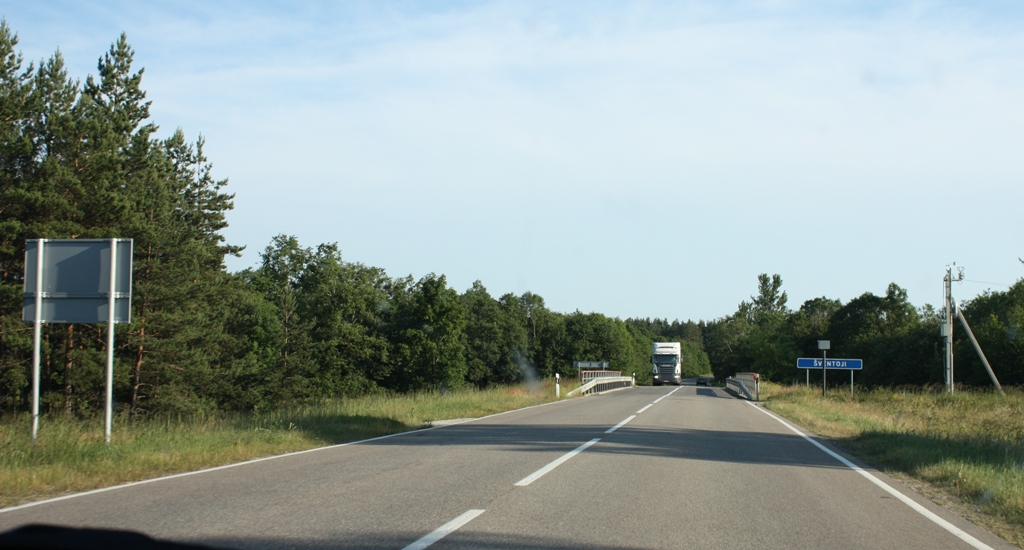
A13 presso Šventoji

La sezione tra lo svincolo di Jakai (A1) e quello di Palanga (A11) è a due corsie per carreggiata. La sezione tra l’incrocio con la statale 168 e Palanga è oggetto di modifiche progettuali, in quanto si ha in mente di portarlo al livello delle superstrade nazionali con 4 corsie e due per carreggiata (sempre a pedaggio). Il limite di velocità previsto dovrebbe essere di 120 km/h.
Dall’incrocio con la A11 fino al confine con la Lettonia, la strada è a due corsie, una per senso di marcia.
Questo tratto stradale rientra nella strada europea E272.